# Live to Win
Albums de Paul Stanley
Paul Stanley
(1978)
Live to Win est le deuxième album solo de Paul Stanley, sorti en 2006.

## Liste des titres
| No  | Titre                      | Auteur                                        | Notes | Durée |
| --- | -------------------------- | --------------------------------------------- | ----- | ----- |
| 1.  | Live to Win                | Paul Stanley, Desmond Child, Andreas Carlsson |       | 3:08  |
| 2.  | Lift                       | Stanley, Child, Marti Frederiksen             |       | 4:04  |
| 3.  | Wake up Screaming          | Stanley, Child, Carlsson                      |       | 3:00  |
| 4.  | Everytime I See You Around | Stanley, Pete Masitti                         |       | 3:28  |
| 5.  | Bulletproof                | Stanley, Carlsson                             |       | 3:01  |
| 6.  | All About You              | Stanley, Child, Carlsson                      |       | 3:16  |
| 7.  | Second to None             | Stanley, Carlsson                             |       | 3:35  |
| 8.  | It's Not Me                | Stanley, Holly Knight, Charlie Midnight       |       | 3:19  |
| 9.  | Loving You Without You Now | Gene Simmons, Bag                             |       | 3:16  |
| 10. | Where Angels Dare          | Stanley, Child, John 5                        |       | 3:22  |

## Classements
| Classement (2006)            | Meilleure position |
| ---------------------------- | ------------------ |
| États-Unis (Billboard 200)   | 53                 |
| États-Unis (Top Rock Albums) | 14                 |